# 미쓰비시UFJ은행
미쓰비시UFJ은행(三菱UFJ銀行, MUFG Bank, Ltd., 약칭: MUFG)은 2006년 1월 1일 도쿄 미쓰비시 은행(BTM)과 UFJ은행(UFJBK)이 합병하여 탄생한 일본의 대재벌 미쓰비시UFJ파이낸셜 그룹 산하의 도시은행이다.

## 설립 역사
- 1919년 8월 25일 미쓰비시 은행
- 1933년: 산와 은행
- 1941년: 도카이 은행
- 2006년 1월 1일: MUFG(미쓰비시UFJ은행) 은행